# 2-Kategorie
Im mathematischen Gebiet der Kategorientheorie sind 2-Kategorien die einfachsten Beispiele höherer Kategorien.

## Definition

### Ausführlich
Eine strikte 2-Kategorie {\displaystyle {\mathcal {C}}} bringt folgende Daten mit:
- eine Klasse von 0-Morphismen {\displaystyle {\mathcal {C}}_{0}},
- für je zwei 0-Morphismen {\displaystyle x,y\in {\mathcal {C}}_{0}} eine Ansammlung von 1-Morphismen {\displaystyle {\mathcal {C}}_{1}(x,y)},
- für je zwei 0-Morphismen {\displaystyle x,y\in {\mathcal {C}}_{0}} und 1-Morphismen {\displaystyle f,g\in {\mathcal {C}}_{1}(x,y)} eine Klasse von 2-Morphismen {\displaystyle {\mathcal {C}}_{2}(f,g)},
- für je drei 0-Morphismen {\displaystyle x,y,z\in {\mathcal {C}}_{0}} eine Kompositionsoperation für 1-Morphismen {\displaystyle \circ \colon {\mathcal {C}}_{1}(y,z)\times {\mathcal {C}}_{1}(x,y)\to {\mathcal {C}}_{1}(x,z)},
- für je zwei 0-Morphismen {\displaystyle x,y\in {\mathcal {C}}_{0}} und 1-Morphismen {\displaystyle f,g,h\in {\mathcal {C}}_{1}(x,y)} eine vertikale Kompositionsoperation {\displaystyle \circ \colon {\mathcal {C}}_{2}(g,h)\times {\mathcal {C}}_{2}(f,g)\to {\mathcal {C}}_{2}(f,h)},
- für je drei 0-Morphismen {\displaystyle x,y,z\in {\mathcal {C}}_{0}} und 1-Morphismen {\displaystyle f,g\in {\mathcal {C}}_{1}(y,z)} und {\displaystyle h,i\in {\mathcal {C}}_{1}(x,y)} eine horizontale Kompositionsoperation {\displaystyle \bullet \colon {\mathcal {C}}_{2}(f,g)\times {\mathcal {C}}_{2}(h,i)\to {\mathcal {C}}_{2}(f\circ h,g\circ i)},
- für jeden 0-Morphismus {\displaystyle x\in {\mathcal {C}}_{0}} einen ausgezeichneten 1-Morphismus {\displaystyle \mathrm {id} _{x}\in {\mathcal {C}}_{1}(x,x)},
- für je zwei 0-Morphismen {\displaystyle x,y\in {\mathcal {C}}_{0}} und jeden 1-Morphismus {\displaystyle f\in {\mathcal {C}}_{1}(x,y)} einen ausgezeichneten 2-Morphismus {\displaystyle \mathrm {id} _{f}\in {\mathcal {C}}_{2}(f,f)}.

Wir schreiben {\displaystyle f\colon x\to y}, um zu deklarieren, dass {\displaystyle f} ein 1-Morphismus von {\displaystyle x} nach {\displaystyle y}, also Element von {\displaystyle {\mathcal {C}}_{1}(x,y)} ist,
und {\displaystyle \alpha \colon f\Rightarrow g}, um zu deklarieren, dass {\displaystyle \alpha } ein 2-Morphismus von {\displaystyle f} nach {\displaystyle g}, also Element von {\displaystyle {\mathcal {C}}_{2}(f,g)} ist.
Diese Daten gehorchen folgenden Axiomen:
- {\displaystyle \mathrm {id} _{y}\circ f=f=f\circ \mathrm {id} _{x}} für alle 1-Morphismen {\displaystyle f\colon x\to y},
- {\displaystyle f\circ (g\circ h)=(f\circ g)\circ h} für alle 1-Morphismen {\displaystyle f\colon y\to z,g\colon x\to y,h\colon w\to x},
- {\displaystyle \mathrm {id} _{g}\circ \alpha =\alpha =\alpha \circ \mathrm {id} _{f}} für alle 2-Morphismen {\displaystyle \alpha \colon f\Rightarrow g},
- {\displaystyle \alpha \circ (\beta \circ \gamma )=(\alpha \circ \beta )\circ \gamma } für alle {\displaystyle f,g,h,i\colon x\to y,\alpha \colon h\Rightarrow i,\beta \colon g\Rightarrow h,\gamma \colon f\Rightarrow g},
- {\displaystyle \mathrm {id} _{\mathrm {id} _{y}}\bullet \alpha =\alpha =\alpha \bullet \mathrm {id} _{\mathrm {id} _{x}}} für alle {\displaystyle f,g\colon x\to y,\alpha \colon f\Rightarrow g},
- {\displaystyle \alpha \bullet (\beta \bullet \gamma )=(\alpha \bullet \beta )\bullet \gamma } für alle {\displaystyle f,g\colon w\to x,h,i\colon x\to y,j,k\colon y\to z,\alpha \colon j\Rightarrow k,\beta \colon h\Rightarrow i,\gamma \colon f\Rightarrow g},
- {\displaystyle (\alpha \circ \beta )\bullet (\gamma \circ \delta )=(\alpha \bullet \gamma )\circ (\beta \bullet \delta )} für alle {\displaystyle f,g,h\colon x\to y,i,j,k\colon y\to z,\alpha \colon j\Rightarrow k,\beta \colon i\Rightarrow j,\gamma \colon g\Rightarrow h,\delta \colon f\Rightarrow g}.

### Per Anreicherung
Eine strikte 2-Kategorie ist eine {\displaystyle (\mathrm {Cat} ,\times )}-angereicherte Kategorie. 
Das heißt, eine strikte 2-Kategorie {\displaystyle {\mathcal {C}}} bringt folgende Daten mit:
- eine Klasse von 0-Morphismen {\displaystyle {\mathcal {C}}_{0}},
- für je zwei 0-Morphismen {\displaystyle x,y\in {\mathcal {C}}_{0}} eine Kategorie {\displaystyle \mathrm {Hom} (x,y)},
- für jeden 0-Morphismus {\displaystyle x\in {\mathcal {C}}_{0}} einen Funktor {\displaystyle i_{x}\colon 1\to \mathrm {Hom} (x,x)},
- für je drei 0-Morphismen {\displaystyle x,y,z\in {\mathcal {C}}_{0}} einen Funktor {\displaystyle c_{x,y,z}\colon \mathrm {Hom} (y,z)\times \mathrm {Hom} (x,y)\to \mathrm {Hom} (x,z)},

und diese gehorchen folgenden Axiomen für alle {\displaystyle w,x,y,z\in {\mathcal {C}}_{0}}:
- {\displaystyle c_{x,y,y}\circ (i_{y}\times \mathrm {id} )=\pi _{2}\colon 1\times \mathrm {Hom} (x,y)\to \mathrm {Hom} (x,y)},
- {\displaystyle c_{x,x,y}\circ (\mathrm {id} \times i_{x})=\pi _{1}\colon \mathrm {Hom} (x,y)\times 1\to \mathrm {Hom} (x,y)},
- {\displaystyle c_{w,y,z}\circ (\mathrm {id} \times c_{w,x,y})=c_{w,x,z}\circ (c_{x,y,z}\times \mathrm {id} )\colon \mathrm {Hom} (y,z)\times \mathrm {Hom} (x,y)\times \mathrm {Hom} (w,x)\to \mathrm {Hom} (w,z)}.

#### Bezug zur ausführlichen Definition
Die Objekte eines {\displaystyle \mathrm {Hom} (x,y)} sind die 1-Morphismen in {\displaystyle {\mathcal {C}}}.
Die Pfeile eines {\displaystyle \mathrm {Hom} (x,y)} sind die 2-Morphismen in {\displaystyle {\mathcal {C}}}. 
Die Wirkung der Funktoren {\displaystyle c_{x,y,z}} auf Objekte ergibt die Komposition von 1-Morphismen.
Die Kategorienstruktur der {\displaystyle \mathrm {Hom} (x,y)} ergibt die vertikale Komposition von 2-Morphismen.
Die Wirkung der Funktoren {\displaystyle c_{x,y,z}} auf Pfeile ergibt die horizontale Komposition von 2-Morphismen.

## Begriffsübertragung
Diverse Begriffsbildungen über Kategorien, Funktoren und natürliche Transformationen kann man in jede 2-Kategorie übertragen. 
Beispiel: der Begriff der Adjunktion von Funktoren: Es sei {\displaystyle {\mathcal {C}}} eine beliebige 2-Kategorie, und {\displaystyle C,D\in {\mathcal {C}}_{0}} 0-Morphismen in {\displaystyle {\mathcal {C}}}, und {\displaystyle F\colon C\to D,G\colon D\to C}. Dann heißt {\displaystyle F} rechtssadjungiert zu {\displaystyle G} und {\displaystyle G} linksadjungiert zu {\displaystyle F} (notiert {\displaystyle G\dashv F}), wenn es 2-Morphismen {\displaystyle \eta \colon \mathrm {id} _{D}\Rightarrow F\circ G} und {\displaystyle \varepsilon \colon G\circ F\Rightarrow \mathrm {id} _{C}} in {\displaystyle {\mathcal {C}}} gibt mit 
- {\displaystyle (\varepsilon \bullet \mathrm {id} _{G})\circ (\mathrm {id} _{G}\bullet \eta )=\mathrm {id} _{G}} und
- {\displaystyle (\mathrm {id} _{F}\bullet \varepsilon )\circ (\eta \bullet \mathrm {id} _{F})=\mathrm {id} _{F}}.

## Beispiele
- Relationen zwischen Mengen bilden eine strikte 2-Kategorie {\displaystyle \mathrm {Rel} }:

- {\displaystyle \mathrm {Rel} _{0}} ist die Klasse aller Mengen,
- {\displaystyle \mathrm {Rel} _{1}(X,Y)} ist die Klasse der Relationen von {\displaystyle X} nach {\displaystyle Y},
- Elemente von {\displaystyle \mathrm {Rel} _{2}(R,S)} mit {\displaystyle R,S\in \mathrm {Rel} _{1}(X,Y)} sind "Zeugen" für {\displaystyle R\leq S}, wobei {\displaystyle \leq } auf den jeweiligen {\displaystyle \mathrm {Rel} _{1}(X,Y)} definiert ist durch {\displaystyle R\leq S\iff \forall x\in X,y\in Y\colon xRy\implies xSy},
- die Komposition von 1-Morphismen ist die Komposition von Relationen,
- die vertikale Komposition von 2-Morphismen bezeugt die Transitivität der jeweiligen {\displaystyle \leq },
- die horizontale Komposition von 2-Morphismen bezeugt die Monotonie der Kompositionsoperation von Relationen bzgl. {\displaystyle \leq } in beiden Argumenten,
- fasst mal Funktionen in üblicher Weise als spezielle Relationen auf, dann sind in dieser 2-Kategorie Funktionen genau die linksadjungierten, also jene 1-Morphismen zu denen es ein einen rechtsadjungierten 1-Morphismus gibt.

- Sei {\displaystyle {{\mathcal {G}}rp}} die Kategorie der Gruppen und Gruppenhomomorphismen. Diese wird eine 2-Kategorie mit den Konjugationsabbildungen als 2-Isomorphismen durch

{\displaystyle Mor_{2}(f_{0},f_{1})=\left\{h\in H\colon f_{1}(g)=hf_{0}(g)h^{-1}\ \forall \ g\in G\right\}}
für alle {\displaystyle f_{0},f_{1}\in Mor(G,H)}.
- Sei {\displaystyle {{\mathcal {T}}op}} die Kategorie der topologischen Räume und stetigen Abbildungen. Diese wird eine 2-Kategorie mit den Homotopien als 2-Homomorphismen durch

{\displaystyle Mor_{2}(f_{0},f_{1})=\left\{H\colon X\times \left[0,1\right]\to Y\colon H(x,i)=f_{i}(x)\ \forall \ x\in X,i\in \left\{0,1\right\}\right\}}
für alle {\displaystyle f_{0},f_{1}\in Mor(X,Y)}.
- Sei {\displaystyle {{\mathcal {C}}at}} die Kategorie der Kategorien und Funktoren. Diese wird eine 2-Kategorie mit den natürlichen Transformationen als 2-Morphismen durch

{\displaystyle Mor_{2}({\mathcal {F}}_{0},{\mathcal {F}}_{1})=\left\{\left\{\alpha _{C}\colon {\mathcal {F}}_{0}(C)\to {\mathcal {F}}_{1}(C)\right\}_{C\in {\mathcal {C}}}\colon \alpha _{C^{\prime }}\circ F(f)=G(f)\circ \alpha _{C}\ \forall C,C^{\prime }\in Ob({\mathcal {C}}),f\in Mor(C,C^{\prime })\right\}}
für alle {\displaystyle {\mathcal {F}}_{0},{\mathcal {F}}_{1}\in Mor({\mathcal {C}},{\mathcal {D}})}.